# Jan Snijders

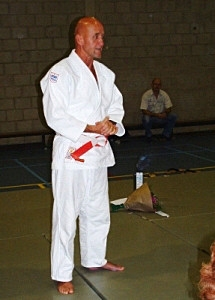
Jan Snijders 2006.

Jan Snijders, född 14 september 1943 i Eindhoven, är en före detta nederländsk judoutövare och nuvarande judodomare. Hans främsta merit i tävlingssammanhang är ett guld från Europamästerskapen i judo 1962.